# УикиЛийкс
WikiLeaks (произнася се /ˌwɪkɪˈliːks/ – „уикили́йкс“, от английски wiki и leak – теч), на български „Уикилийкс“, е международна социална мрежа по проект, който дава възможността за анонимно редактиране на статии посредством МедияУики, Freenet, Tor и PGP.
Целта на проекта е „публикуване и анализ на документи, получени вследствие изтичане на информация“. За навигация с осигурен защитен достъп може да се използва протокола HTTPS.
Въпреки името си, Уикилийкс не е традиционен уики сайт. Читателите, които не разполагат с необходимите разрешения, не могат да променят неговото съдържание. Джулиан Асанж (Julian Assange), австралийски интернет активист, е представян като основател на сайта и главен редактор. Kristinn Hrafnsson е вторият от двамата сътрудници, които публично са свързани с Уикилийкс от 2011 година. Hrafnsson е също така член на компанията Sunshine Press Productions с Assange, Ingi Ragnar Ingason и Gavin MacFadyen.

## Дейност
Сайтът публикува хиляди документи от източници, които разобличават корпоративната и правителствената корупция.
„Уикилийкс“ разчита на сървъри в няколко държави, чието законодателство осигурява по-голяма защита на разкритията на организацията. Страницата на „Уикилийкс“ в „Туитър“ посочва местоположението ѝ като „навсякъде“. Сътрудниците на сайта използват кодирани комуникации тъй като са следени. Към 10 декември 2010 сайтът има 1559 огледални изображения. 
Групата е публикувала множество важни документи, които са станали тема за първа страница в пресата. Ранните издания включват документации за разходи за екипировка за войната в Афганистан и корупцията в Кения. През Април 2010, Уикилийкс публикува снимка от въздушния удар по Багдад на 12 юли 2007 Baghdad, в който загиват иракски журналисти. През месец юли същата година, Уикилийкс издава Afghan War Diary, компилация от повече от 76 900 документа за войната в Афганистан, които преди това не са били публично известни. През октомври 2010, групата пуска пакет от почти 400 000 документа наречен Iraq War Logs в сътрудничество с главни организации за комерсиална преса. През Април 2011, Уикилийкс започва публикацията на 779 секретни файла, свързани със затворниците, задържани в Guantanamo Bay detention camp.
През ноември 2010, Уикилийкс си сътрудничи с големи организации за глобална преса, за да издаде редактирана версия на дипломатическите канали за връзка на държавния департамент на САЩ. На 1 септември 2011 става известно, че криптирана версия на големия архив на Уикилийкс с нередактирани канали за връзка на държавния департамент на САЩ е била достъпна чрез Bittorrent за месеци и криптографския ключ е бил достъпен за тези, които са знаели къде да го потърсят. Уикилийкс обвинява бившия си партньор The Guardian за изтичането на информация и журналиста на вестника David Leigh, който е разкрил ключа в книга, публикувана през февруари 2011; The Guardian твърди, че вината е на Уикилийкс тъй като те са създали представата, че криптографският ключ е временен (което е невъзможно за криптографски ключ, ползван за файл). Der Spiegel докладва по-сложна история[16, която е свързана с грешки и на двете страни. Широко изразяваните страхове, че пробива може да застраши невинни животи, не са подкрепени с доказателства.
Founding

## Основаване
Домейнът wikileaks.org е регистриран на 4 октомври 2006. Уеб сайтът е стартиран и публикува първия си документ през декември 2006. От януари 2007 Уикилийкс се представя от Джулиан Асандж.
Уикилийкс разчита широко на доброволци и описва основателите си като разнородна смесица от китайски дисиденти, журналисти, математици и технолози от стартиращи компании от САЩ, Тайван, Европа, Австралия и Южна Америка. Сайтът първоначално е стартиран като уики, което може да се редактира от потребителите, но прогресивно се развива в по-традиционен модел на публикуване и престава да приема потребителски коментари или редакции. Към юни 2009 сайтът има повече от 1200 регистрирани доброволци и членове на управителните органи, сред които Асандж, Jash Vora и други, макар че някои от тях отричат да имат връзка с организацията.
Въпреки името „Уикилийкс“, уеб сайтът не е уики-базиран от май 2010. Също така, макар и често да се бъркат, Уикилийкс и Уикипедия никак не са свързани един с друг („wiki“ не е търговска марка, а технология).

## Цели
Уебсайта Уикилийкс твърди, че неговата цел е да предостави важни новини и информация на обществото... Една от най-важните дейности е да публикува материали от оригинални източници заедно с историите, за да може читателите и историците да видят доказателство за истината."
Друга цел на организацията е да подсигури това, че журналистите не влизат в затвора за изпращане на секретни или класифицирани документи по електронна поща. Онлайн „drop box“ пощенска кутия (която не функционира) е била проектирана за да предоставя „иновативен, секретен и анонимен начин за източниците да предоставят информация на журналистите.“
Проектът е сравняван с изтичането на документи на Пентагона от Daniel Ellsberg през 1971. В САЩ, изтичането на някои документи може да бъде легално. Според закона Конституцията гарантира анонимност, поне в областта на политическите разкрития. Авторът и журналист Whitley Strieber е говорил за ползите от проекта Уикилийкс, изтъквайки че „изтичането на правителствен документ може да означава затвор, но присъдата е сравнително къса. На много места присъдата е дълъг затвор или дори смърт като в Китай, части от Африка и Близкия изток.

## Публикации
```
2006 – 08
```

- решение за убийствени атентати на представители на правителството подписано от Sheikh Hassan Dahir Aweys."
- корупция от семейството на бившия кенийски лидер Daniel arap Moi.
- протокол на американската армия в Guantanamo Bay detention camp.
- обвинения за нелегални дейности в клона банка Swiss Bank Julius Baer на Кайманските острови, след което банката завежда дело срещу Уикилийкс.
- съдържанието на акаунт в Yahoo на Sarah Palin (по време на президентските избори).
- списък с членовете на дясната партия British National Party.
```
2009
```

- 86 телефонни записа на перуански политици и бизнесмени замесени в скандала с петрола в Перу.
- 6780 доклада на Congressional Research Service, списък със спонсорите на кампанията на сенатора Norm Coleman и набор от документи, принадлежащи на Barclays Bank.
- документи за сериозен ядрен инцидент в Iranian Natanz nuclear facility през 2009 г.
- Вътрешни документи от Kaupthing Bank точно преди срива на банковия сектор в Исландия, водещ до финансовата криза в Исландия през 2008 – 2012. Документа показва подозрително големи суми от пари, които са дадени на заем на собствениците на банката.
- Joint Services Protocol 440, документ на Обединеното Кралство, съветващ силите по сигурността как да избягват изтичане на документи.
- Копия от електронна кореспонденция между учени по климата.
- Около d 570 000 части от съобщения по пейджър на деня на атаките от 11 септември.
- лист от забранени или нелегални уеб адреси в Австралия, Дания и Тайланд.

## Решение по казуса Уикилийкс на съда на Калифорния от 2008 г.
Проектът става известен, след като съдът на щата Калифорния в САЩ на 18 февруари 2008 г. удовлетворява искането да бъде отказан достъп до първоначалния интернет адрес wikileaks.org, а регистраторът на адреса Dynadot е осъден да изтрие всички Domain Name System записи на този домейн.
Апелативен състав на Калифорнийския съд, председателстван от съдия Джефри Уайт, позовавайки са в новото си и отменително първото решение, на Първата поправка към Конституция на САЩ, възстановява правото на Wikileaks да бъде качен онлайн, отхвърляйки иска на банка „Юлиус Байер“ за забрана публикуването на документи на сайта.

## Публикуването на секретни документи в сайта
Сайтът помести скандален видеоклип на американска хеликоптерна атака в Ирак през 2007 г., при която бяха убити около десет души, включително двама журналисти от Ройтерс. Нападението бе наречено „косвено убийство“. Същата година бе публикуван наръчник за поведението на американските войници в затвора в Гуантанамо. С него се доказа, че сътрудници на Червения кръст умишлено не са били допускани до определени затворници, което дотогава се отричаше от правителството във Вашингтон. Две години по-късно „Уикилийкс“ разкри неморалните практики на сътрудници на исландската банка Кауптинг Банк, малко преди тя да фалира. Разкритието доведе до големи протести в страната и до оставката на правителството в Рейкявик. Тайният доклад на Бундесвера за бомбардировката на две цистерни в Афганистан с много цивилни жертви, също стана публично достояние чрез сайта. На „Уикилийкс“ се появи и „изчезналият“ миналото лято доклад на българската Държавна агенция „Национална сигурност“ (ДАНС).
В публикуваните през лятото на 2010 г. 90 000 военни документа на Пентагона бяха разкрити нови детайли, включително и за Осама бин Ладен, въпреки че американското правителство твърди, че няма информация за него „от години“. През август 2006 доклад на американското разузнаване твърди, че Бин Ладен е на среща в Куета, столицата на пакистанската провинция Белуджистан. Той и други, включително лидерът на талибаните молла Омар, са организирали самоубийствени атаки в Афганистан. Целта на атаките е била неизвестна, но било ясно, че атентаторите са носели експлозиви от Пакистан.
Сайтът си спечелва гнева на администрацията на Държавния департамент, публикувайки през лятото на 2010 г. 77 000 поверителни документа за войната в Афганистан, разкриващи извършването на военни престъпления от американската армия срещу мирното и цивилно население на страната. След качването на тези документи за свободен достъп в интернет, основателят на сайта Джулиан Асандж обявява, че готви още нова порция от 15 000 други, съдържащи класифицирана информация за военния конфликт.
В края на октомври 2010 г. „Гардиън“ получава 390 000 документа преди публикуването им в „Уикилийкс“, уличаващи иракските сили за сигурност в тормоз на затворници, убийства, мъчения и изнасилвания. Според документите Съединените щати са знаели за издевателствата на иракските полицаи и войници, но не са извършили разследване. 

## Скандалът с основателя на сайта
Прокуратурата на Швеция, за чието убежище кандидатства основателят на „Уикилийкс“ Джулиан Асандж, го обвинява в нападение и изнасилване на две шведки. След преразглеждане на материалите по образуваното дело, прокурорът по случая оттегля обвинението за изнасилване, но разследването по обвинението за нападение остава, тъй като според шведското законодателство секс, при взаимно съгласие но без да се използват предпазни средства, се счита за нападение. Асандж смята, че е възможно Пентагонът да стои зад обвиненията в нападение и изнасилване. Целта е чрез въртене на мръсни номера и отправяне на неверни обвинения към Асандж да се унищожи сайтът, поставящ американската армия в затруднено положение заради публикуването на поверителни документи. Това изтъква Асандж в интервю, публикувано в шведския таблоид „Афтонбладет“. Той разказва в интервюто си за вестника, че е бил предупреден да е нащрек за сексуални капани, без да уточнява дали смята, че е станал жертва именно на този тип машинации. В своето интервю, Асандж отрича твърденията на шведките за нападение и изнасилване срещу тях от негова страна и ги определя като злонамерена маневра срещу „Уикилийкс“.
На 7 декември 2010 Асанж е арестуван, след като доброволно се явява в участък на лондонската полиция. Съдът в Уестминстър отказва пускането му под гаранция. Арестът предизвиква широки реакции на обществена поддръжка. Клубът на журналистите в Мексико открива мемориална плоча „в знак на признателност към Асандж заради приноса му към разбуждането на човешката съвест“. Вицепрезидентът на Боливия Алваро Гарсия Линера публикува на официалния си сайт всички секретни дипломатически телеграми, разпространени от „Уикилийкс“. 

## Масмедиите за сайта
Не знам как да нарека това, което „Уикилийкс“ прави, и не го казвам с пренебрежение, казва Пол Стайгър, главен редактор на организацията за разследваща журналистика „ПроПублика“ и бивш отговорен редактор на „Уолстрийт джърнъл“. По думите му журналистиката на групи е ново явление.
Руският вестник „Росийская газета“ пише, че огласената информация може да подкопае доверието към САЩ от страна на техни съюзници и партньори.

## В защита на Джулиан Асандж и Уикилийкс
Преди да бъде арестуван от английските власти Джулиан Асандж заяви в онлайн изданието на британския в. „Гардиън“, че архивните документи за американската дипломация, подготвени за публикуване на сайта „Уикилийкс“ са на разположение в шифрован вид в над 100 000 лица от цял свят. Предполага се, че е имал предвид торенти разпръснати по торент-сайтовете в световната интернет мрежа. При инцидент с хората, които поддържат сайта, автоматично ще бъдат публикувани ключови документи, а също и паролите с които могат да се разархивират файловете в съответните торенти. В допълнение целият архив вече е предаден на много новинарски издания.
В защита на Асанж застанаха много независими медии като „Демокрация сега!“, а също личности като Ноам Чомски, Даниел Елсберг (някогашния аналитик на Държавния Департамент на САЩ разкрил пред обществеността „Дневници на Пентагона“ през 1971 г. от които се разбра, че президентът Линдън Джонсън нарочно е ескалирал Виетнамската война).
На 16 август 2012 правителството на Еквадор обяви, че предоставя безсрочно политическо убежище на Асанж. За момента британските власти не позволяват на Асанж да напусне посолството на Еквадор в Лондон.